# Stazione meteorologica di Pontremoli
La stazione meteorologica di Pontremoli è la stazione meteorologica di riferimento relativa alla località di Pontremoli.
È controllata direttamente dalla Società Meteorologica Italiana.

## Coordinate geografiche
La stazione meteo si trova nell'Italia centrale, in Toscana, in provincia di Massa-Carrara, nel comune di Pontremoli, a 215 metri s.l.m. e alle coordinate geografiche 44°22′N 9°53′E.

## Dati climatologici
In base alla media trentennale di riferimento (1961-1990), la temperatura media del mese più freddo, gennaio, è di +5,1 °C; quella del mese più caldo, luglio, si attesta a +21,7 °C.
Le precipitazioni medie annue nel medesimo trentennio si attestano a 1.607,4 mm, con elevato picco in autunno e con minimo relativo in estate.
| Pontremoli          | Mesi  | Mesi  | Mesi  | Mesi  | Mesi | Mesi | Mesi | Mesi | Mesi  | Mesi  | Mesi  | Mesi  | Stagioni | Stagioni | Stagioni | Stagioni | Anno    |
| Pontremoli          | Gen   | Feb   | Mar   | Apr   | Mag  | Giu  | Lug  | Ago  | Set   | Ott   | Nov   | Dic   | Inv      | Pri      | Est      | Aut      | Anno    |
| ------------------- | ----- | ----- | ----- | ----- | ---- | ---- | ---- | ---- | ----- | ----- | ----- | ----- | -------- | -------- | -------- | -------- | ------- |
| T. max. media (°C)  | 9,6   | 11,2  | 15,0  | 19,2  | 22,6 | 25,4 | 28,2 | 27,4 | 24,3  | 19,5  | 13,8  | 10,2  | 10,3     | 18,9     | 27,0     | 19,2     | 18,9    |
| T. min. media (°C)  | 0,7   | 1,1   | 3,1   | 6,7   | 9,9  | 13,1 | 15,2 | 14,7 | 12,3  | 9,1   | 5,2   | 1,9   | 1,2      | 6,6      | 14,3     | 8,9      | 7,8     |
| Precipitazioni (mm) | 170,3 | 132,5 | 156,7 | 114,4 | 96,1 | 75,8 | 47,0 | 86,2 | 133,4 | 214,8 | 214,9 | 165,3 | 468,1    | 367,2    | 209,0    | 563,1    | 1 607,4 |